# Euandroblatta herero
Euandroblatta herero är en kackerlacksart som beskrevs av Karlis Princis 1963. Euandroblatta herero ingår i släktet Euandroblatta och familjen småkackerlackor.
Artens utbredningsområde är Namibia. Inga underarter finns listade i Catalogue of Life.